# 미디어 프랜차이즈 수익순 목록
미디어 프랜차이즈 수익순 목록(영어: list of highest-grossing media franchises)에서는 책, 영화, 비디오 게임, 만화책, 애니메이션 영화, TV 시리즈로 시작하여 다른 형태의 미디어로 확장된 미디어 프랜차이즈에 대해서 설명한다. 아래에 목록으로 나타낸 각 프랜차이즈에 대한 총 수익에는 영화 티켓, 홈 엔터테인먼트, 비디오 게임, 관련 상품 및 기타 프랜차이즈 관련 제품(해당 정보가 있는 경우)의 수익이 포함된다. 가장 높은 수익을 올린 프랜차이즈는 포켓몬이다.

## 같이 보기
- 미디어 프랜차이즈
- 미디어 믹스